# John and Mable Ringling Museum of Art
El John and Mable Ringling Museum of Art és el museu d'art estatal de Florida. La seu és a Sarasota, Florida.
Fundat el 1927 gràcies al testament a favor dels ciutadans de Florida a part de Mable Burton Ringling i John Ringling.
La Universitat estatal de Florida va assumir la gestió del Museu el 2000.
Designat com el museu d'art estatal oficial de Florida, la institució ofereix vint-i-una galeries de pintors europeus, així com antiguitats xipriotes i art asiàtic, americà i contemporani.
La col·lecció d'art del museu es compon actualment de més de 10.000 objectes que inclouen una varietat de pintures, escultures, dibuixos, premses, fotografies i arts decoratives des dels períodes antics als contemporanis i de tot el món.
Els objectes més celebrats en el museu són els pintors europeus del segle XVI-XX, destacant la col·lecció de pintures de fama mundial de Peter Paul Rubens. Altres artistes representats inclouen Benjamin West, Marcel Duchamp, Diego Velázquez, Paolo Veronese, Rosa Bonheur, Gianlorenzo Bernini, Giuliano Finelli, Lucas Cranach el Vell, Frans Hals, Nicolas Poussin, Joseph Wright of Derby, Thomas Gainsborough, Eugène Boudin i Benedetto Pagni.
En total, més de 14.000 m² han estat afegits al campus, que comprèn el museu d'art, el museu del circ i Ca d'Zan, el palau dels Ringling, que ha estat restaurat, juntament amb l'històric Teatre Asolo.
Els nous afegits al campus inclouen el pavelló dels visitants, el complex d'instrucció, biblioteca i conservació, el centre d'aprenentatge Tibbals amb un circ en miniatura i l'ala ardent, una galeria per mostres especials anuals al museu d'art.